# Martin Rosen
Martin Rosen, né à New York le 31 août en 1936, est un cinéaste et un dramaturge américain. Il a été réalisateur et producteur de plusieurs films pour le cinéma et la télévision, et également dans l’animation. Ses œuvres cinématographique les plus connus sont La Folle Escapade et The Plague Dogs, basé sur des deux romans de Richard Adams.
Il est le fondateur d'une compagnie de cinéma et de théâtre, Nepenthe Productions.

## Biographie

### Carrière
Martin Rosen a d'abord travaillé comme agent littéraire avant de déménager avec sa femme au Royaume-Uni.
Il a d'abord produit le long métrage canadien A Great Big Thing et a ensuite co-produit la version cinématographique de Ken Russell de Love, qui a remporté des Oscars pour Glenda Jackson et Billy Williams (directeur de la photographie).
Martin Rosen était à l'origine le producteur de La Folle Escapade (Watership Down), mais a pris la direction après le départ de John Hubley, le réalisateur original, après des désaccords avec Rosen. Il a également écrit le scénario. C'était le premier des deux romans de Richard Adams qu'il a adaptés. En 1982, il a également produit, réalisé et écrit d'un autre long métrage d'animation basé sur un roman d'Adams, The Plague Dogs. Rosen a produit Smooth Talk, qui a remporté le Grand Prix de Sundance. Son dernier film en tant que réalisateur était Stacking. Son dernier projet en tant que producteur était la série télévisée animée Watership Down en 1999.
Martin Rosen a également travaillé dans la production théâtrale. Il était le producteur d'origine de Moonchildren de Michael Weller, d'abord présenté au Royal Court Theater de Londres avant de se transférer aux États-Unis. Il a été le producteur d'origine de "The Woman Warrior" de Maxine Hong Kingston, présenté en association avec The Berkeley Rep, le Huntington Theater de Boston et le Doolittle Theater de Los Angeles.

### Vie personnelle
Martin Rosen est marié à Elisabeth Payne Rosen, auteure et diacre ordonnée dans l'Église épiscopale. Ils résident à Ross, en Californie.

## Controverse sur la propriété deWatership Down
Le 27 mai 2020, le tribunal de l'entreprise de propriété intellectuelle de Londres a statué que Rosen avait revendiqué à tort tous les droits sur le livre Watership Down et avait résilié le contrat qui lui avait donné les droits sur le film. Il avait conclu des contrats d'adaptation d'une valeur de plus de 500 000 $ (400 000 £), y compris des licences pour une adaptation de livre audio et l'adaptation télévisée de 2018.
Dans sa décision, le juge Richard Hacon a ordonné à Rosen de payer plus de 100 000 $ de dommages et intérêts pour violation du droit d'auteur, accords de licence non autorisés et refus de paiement de redevances à la succession d'Adams. Il a également été chargé de fournir un enregistrement de tous les accords de licence impliquant Watership Down et de payer les frais de justice et les frais juridiques de la succession Adams totalisant 28 000 £. Le non-respect ultérieur des termes du jugement britannique a laissé Rosen en outrage au tribunal et confronté à des procédures d'exécution dans le Connecticut.

## Filmographie
- 1968 : A Great Big Thing (production)
- 1969 : Love (coproduction, présentateur)
- 1978 : La Folle Escapade (Watership Down) (réalisation, production, scénario)
- 1982 : The Plague Dogs (réalisation, production, scénario)
- 1986 : Smooth Talk (production)
- 1987 : Stacking (réalisation, production) (court métrage)

## Pièces de théâtre
- I, Frederick
- The Women Warrior
- China Men
- Hallam's War